# Esmé Lammers
Esmé Lammers (Amsterdam, 9 juni 1958)  is een Nederlands filmregisseuse.
Lammers studeerde eerst wiskunde en natuurkunde aan de Universiteit van Amsterdam en voltooide daarna in 1989 de filmopleiding aan de Amsterdamse Hogeschool voor de Kunsten met de film De schaker en de dame. 
Haar eerste lange speelfilm, Lang leve de koningin, ging ook over schaken. Deze film won de prijs voor Beste Film op het Nederlands Filmfestival 1996. Haar tweede film Tom en Tomas werd op het internationale kinderfestival in Chicago met een prijs bekroond. Voor de film Amazones werd ze in 2005 genomineerd voor de Emden Film-award.
Ze schreef bovendien de scenario's voor televisieseries zoals Wet & Waan, Baantjer, Kleine daden, grote gevolgen en Flodder. 
Lammers is een dochter van journaliste Caroline Euwe en politicus Han Lammers en kleindochter van schaker Max Euwe. Haar echtgenoot is Dick Maas.

## Filmografie
- Lang Leve de Koningin (1995)
- Tom en Thomas (2002)
- Amazones (2004)
- Doris (2014)
- Bagels & Bubbels (2015)
- Soof 2 (2016)

- Digitale Bibliotheek voor de Nederlandse Letteren: lamm033
- Gemeinsame Normdatei: 120516411
- International Standard Name Identifier: 0000 0000 1241 9555
- Nederlandse Thesaurus van Auteursnamen: 15751577X
- Système universitaire de documentation: 193656337
- Virtual International Authority File: 59917424
- WorldCat: E39PBJc3CkCCMgX7RTGPTqFR8C